# Cornufer bufoniformis
Cornufer bufoniformis es una especie  de anfibios de la familia Ceratobatrachidae.

## Distribución geográfica
Es endémica del archipiélago de las islas Salomón.  

## Estado de conservación
Se encuentra amenazada por la pérdida de su hábitat natural y el consumo humano.